# Municipio de Grant (condado de Benton)
El municipio de Grant (en inglés: Grant Township) es un municipio ubicado en el condado de Benton en el estado estadounidense de Indiana. En el año 2010 tenía una población de 1056 habitantes y una densidad poblacional de 11,34 personas por km².

## Geografía
El municipio de Grant se encuentra ubicado en las coordenadas 40°31′14″N 87°22′45″O / 40.52056, -87.37917. Según la Oficina del Censo de los Estados Unidos, el municipio tiene una superficie total de 93.08 km², de la cual 93.06 km² corresponden a tierra firme y (0.02%) 0.02 km² es agua.

## Demografía
Según el censo de 2010, había 1056 personas residiendo en el municipio de Grant. La densidad de población era de 11,34 hab./km². De los 1056 habitantes, el municipio de Grant estaba compuesto por el 90.34% blancos, el 0.57% eran afroamericanos, el 0.19% eran amerindios, el 0.09% eran asiáticos, el 0.09% eran isleños del Pacífico, el 7.48% eran de otras razas y el 1.23% pertenecían a dos o más razas. Del total de la población el 11.65% eran hispanos o latinos de cualquier raza.